# Freistroff
Freistroff (fràncic lorenès Freeschdroff) és un municipi francès situat al departament del Mosel·la i a la regió del Gran Est. L'any 2007 tenia 1.021 habitants.

## Demografia

### Població
El 2007 la població de fet de Freistroff era de 1.021 persones. Hi havia 356 famílies, de les quals 68 eren unipersonals (24 homes vivint sols i 44 dones vivint soles), 124 parelles sense fills, 152 parelles amb fills i 12 famílies monoparentals amb fills.
La població ha evolucionat segons el següent gràfic:
Habitants censats

### Habitatges
El 2007 hi havia 404 habitatges, 383 eren l'habitatge principal de la família, 4 eren segones residències i 17 estaven desocupats. 381 eren cases i 21 eren apartaments. Dels 383 habitatges principals, 327 estaven ocupats pels seus propietaris, 41 estaven llogats i ocupats pels llogaters i 15 estaven cedits a títol gratuït; 1 tenia una cambra, 8 en tenien dues, 31 en tenien tres, 70 en tenien quatre i 273 en tenien cinc o més. 320 habitatges disposaven pel capbaix d'una plaça de pàrquing. A 144 habitatges hi havia un automòbil i a 200 n'hi havia dos o més.

### Piràmide de població
La piràmide de població per edats i sexe el 2009 era:
| Homes | Edats   | Dones |
| ----- | ------- | ----- |
| 0     | 95 o +  | 0     |
| 1     | 90 a 94 | 5     |
| 0     | 85 a 89 | 7     |
| 5     | 80 a 84 | 2     |
| 8     | 75 a 79 | 22    |
| 16    | 70 a 74 | 19    |
| 36    | 65 a 69 | 30    |
| 29    | 60 a 64 | 29    |
| 19    | 55 a 59 | 24    |
| 27    | 50 a 54 | 18    |
| 48    | 45 a 49 | 38    |
| 39    | 40 a 44 | 59    |
| 38    | 35 a 39 | 18    |
| 21    | 30 a 34 | 21    |
| 19    | 25 a 29 | 30    |
| 28    | 20 a 24 | 18    |
| 40    | 15 a 19 | 26    |
| 30    | 10 a 14 | 17    |
| 10    | 5 a 9   | 25    |
| 28    | 0 a 4   | 17    |

## Economia
El 2007 la població en edat de treballar era de 658 persones, 489 eren actives i 169 eren inactives. De les 489 persones actives 435 estaven ocupades (245 homes i 190 dones) i 54 estaven aturades (25 homes i 29 dones). De les 169 persones inactives 50 estaven jubilades, 47 estaven estudiant i 72 estaven classificades com a «altres inactius».

### Ingressos
El 2009 a Freistroff hi havia 395 unitats fiscals que integraven 1.083,5 persones, la mediana anual d'ingressos fiscals per persona era de 18.482 €.

### Activitats econòmiques
Dels 21 establiments que hi havia el 2007, 1 era d'una empresa alimentària, 2 d'empreses de construcció, 9 d'empreses de comerç i reparació d'automòbils, 1 d'una empresa de transport, 3 d'empreses d'hostatgeria i restauració, 1 d'una empresa financera, 2 d'empreses immobiliàries i 2 d'empreses classificades com a «altres activitats de serveis».
Dels 9 establiments de servei als particulars que hi havia el 2009, 3 eren tallers de reparació d'automòbils i de material agrícola, 1 paleta, 1 fusteria, 1 perruqueria, 2 restaurants i 1 agència immobiliària.
Dels 3 establiments comercials que hi havia el 2009, 1 era una botiga de més de 120 m², 1 una peixateria i 1 una botiga de material de revestiment de parets i terra.
L'any 2000 a Freistroff hi havia 21 explotacions agrícoles que ocupaven un total de 973 hectàrees.

## Equipaments sanitaris i escolars
El 2009 hi havia una escola elemental.

## Poblacions més properes
El següent diagrama mostra les poblacions més properes.